# Langøyna
Ne doit pas être confondu avec Langøyna (Bergen) ou Langøyna (Raunøyna).
Langøyna est une île norvégienne du comté de Hordaland appartenant administrativement à Fjell.

## Description
Rocheuse et désertique, elle s'étend sur environ 2,25 km de longueur pour une largeur approximative de 794 m. Elle est traversée dans sa longueur, sur la côte est par une route, la Fv208. Un pont la relie à Algrøyna au nord, un autre pont à l'est, à Skålvik et un pont dans le sud-ouest à Lokøyna. Elle contient au nord une quinzaine d'habitations et un lotissement d'un trentaine de demeures a été construit sur sa côte sud-est. 